# Panada
La panada és una pasta cuita normalment de farina, en forma d'una capsa rodona o triangular, farcida de carn, de peix o de verdura.

## Història
Les panades eren elaboracions molt preuades a l'època moderna. De la mateixa manera que les coques de recapte, admetien tot tipus de variacions. Es farcien amb carn, peix i sobretot verdures, ja que era l'opció més econòmica. En aquell temps, els espinacs a la catalana, amb panses i pinyons, ja eren molt populars i era freqüent utilitzar-los per farcir els panadons.
Ja s'esmenten en el Llibre de Sent Soví del segle xiv, el primer receptari conegut de cuina catalana. Concretament descriu tres receptes en els capítols 134, 138 i 139 que elaborava el panicer com s'anomenava a l'època al forner. Eren preparacions molt populars als Països Catalans i a tot Europa fins a final del segle xvii. Apareixen per exemple als receptaris antics Arte de Cozina de Diego Granado (1599) o bé Le pastissier françois (1653)
Els panadons es condimentaven amb espècies per aconseguir sabors més intensos i també admetien opcions dolces, com els de fruites.
Aquestes menges eren fàcils de conservar i transportar, i es podien prendre tant calentes com fredes, característiques que resultaven molt pràctiques per als viatgers de l'època.
| «                     | Se prepara del modo espressat soes, se posa la farina amontonada sobre un taulell net, se fará un fondo al mitg per tirar l'aygua y mantega ó llart, se barrejará y amassará bé á fi de quedar ben mesclada la pasta, y no importa que no quede molt espesa y se dexa reposar dos horas per rebenirse: ab aquesta pasta se fa tota especie de empanadas, ja sian de carn de vaca, de cassa, com llebras, cunills, &c. de alguns péxos bons, de biram ó aucells de tota especie, y quant sian grossos se partirán, y despres que serán nets se posarán á courer ab llart, los pexos ab oli y algunas herbas de olor y ben rostits y assahonats, ab un manat de julivert, se posarán á la tortrera untada ab llart, un pedas de pasta prima, poch mes del grux de un duro, que se fará ab lo rodet, que cubra tot lo pla; se tirará despres á sobre, la carn que se haurá preparada, freda, posant en los forats alguns trosos de pasta de carn picada y composta com per pilota, ab escarxofas y bolets antes perbullits. Anyadiránse per sobre algunas tiras primas de tocino, y luego se tapará ab la matexa pasta y del matex modo que la que se ha posat á baix, se aspergirá aygua per sobre ab la escombreta per humitejar las boras de la pasta y unirlas ab repulgos, so es, ab ondas ó altres adornos. Despres se debatrá un ou y ab una ploma se untará per sobre la pasta; se posará á courer al forn ò ab foch sota y sobre en una cobertora, y despres de un quart se traurá y se fará un forat al mitj de la pasta perque surte lo vapor; y luego se tornarà al forn; quant serà cuyt, si se vol se traurá la pasta de sobre, trencant tot lo rodó, y se traurá tota la grassa que tinga dintre la empanada y las tiras de cansalada. Despres se tindrá ja preparada á una cassola una bona salsa y se tirará á la empanada, y en cas de no haber lo cumpliment se podrá anyadir dintre la empanada algun guisat de vadella ab bolets ben assahonat y se tornarà á tapar ab la matexa cuberta y se servirá. Nota: Aquest método se deu observar en tota especie de empanadas, sian de carn ó de pex, no hi ha altre diferencia que variar lo modo de amanir la carn ó vianda que se ha de posar dintre, y lo temps que se necesita per courerla y assahonarla, y la salsa ab que se ha de compondrer, al conexement de cuiner ó cuinera. | » |
| — La cuynera catalana | |   |

## Panades als territoris de parla catalana
A Mallorca, tenen forma cilíndrica i poden ser de carn, de peix o de xítxeros o pèsols (o una combinació d'aquests ingredients). Les més conegudes, són les que es fan de carn de be per Pasqua Florida, car és l'època en què aquesta carn és més bona.
A Menorca es diuen "formatjades" i, malgrat el seu nom, no contenen formatge sinó típicament dauets de carn, una mica de saïm i de sobrassada. Es mengen tot l'any però especialment a les festes de cada població.
A Catalunya sobretot son molt típiques a Lleida. Poden ser salades amb espinacs, panses i pinyons, de formatge i ceba o amb carn, com per exemple de botifarra i ceba. També n'hi han de dolces amb cabell d'àngel o carbassa (anomenats pastissets).
Al País Valencià són conegudes com a pastissets, però aquests poden ser tant salats com dolços (és a dir, una casqueta). A Xaló, però, se'n diuen bollos. A Pedreguer se'n diuen bollets si són fregides; en altres llocs el nom de bollet és un sinònim de "pastisset".

## Panades al món
Les panades són un menjar molt típic arreu del món, i són molt populars a l'Argentina, Castella-La Manxa i Galícia. A la Manxa se'n mengen farcides de pisto, mentre que a Galícia són de grans dimensions i solen portar peix (bacallà amb panses, tonyina…), marisc o carn.
A Cornualla i Yorkshire, Regne Unit, són també típiques i es consumeixen arreu d'Anglaterra. Segons la teoria popular, foren les dones dels miners britànics qui crearen la panada com una mena de coca tapada, en veure que als seus marits els queia el farcit de l'entrepà.
A Portugal i al Brasil es poden trobar de dues classes: el pastel, on la massa és molt fina i es fregeix; i l'empada, feta de pasta brisa i cuita al forn.
Tanmateix, l'origen de la panada és molt disputat, i en ser un menjar tan senzill és molt difícil de precisar un sol origen. Alguns especulen que no es tracta d'un menjar originat en un lloc i tramés als altres, sinó, com l'entrepà, d'un invent simultani. Cal destacar que la panada s'assembla a moltes coques, encara que en general la pasta és una altra i les coques tendeixen a ser un àpat comunitari - hi ha excepcions -, mentre les panades són sempre individuals.